# Un prince de la bohème
Un prince de la bohème (em português Um príncipe da Boêmia). é uma novela de Honoré de Balzac publicada em 1840 em La Revue parisienne sob o título As fantasias de Claudine. Editada por Potter em 1844, foi colocada entre as Cenas da vida parisiense da Comédia humana em 1846, é introduzida por uma dedicatória ao escritor alemão Heine e faz referência à vida boémia.

## Enredo
Dinah de La Baudraye (nascida Dinah Piédefer), casada com Jean-Anastase-Polydore Milaud de La Baudraye em A musa do departamento e poetisa local, que assina seus textos sob o pseudônimo de "Jan Diaz", acaba de submeter uma novela ao poeta Raoul Nathan: "O príncipe da boemia". A protagonista do texto é a ex-dançarina Tullia (Claudine Chaffaroux), uma desses artistas que se vendem a diversos protetores para sobreviver. É sua história e seus amores que são contados na novela de Dinah, em meio a uma reunião elegante comparável àquela ocorrida em Outro estudo de mulher na casa de Félicité des Touches (inspirada em George Sand), em quem Dinah de La Baudraye calcou sua conduta mundana e literária, mas sem alcançar o mesmo sucesso.
Depois de abandonar a vida de atriz, Claudine desposou o vaudevillista Jean-François du Bruel, cujo nome artístico é Cursy, e uns anos depois tornou-se amante do conde Charles-Edouard Rusticoli de La Palferine, o príncipe da boemia. Este faz todo tipo de exigência para se livrar dela, notadamente que alcance um estilo de vida ostentoso, e ela, por amor ao amante, instiga o marido a ascender na escala social e acaba fazendo com que se torne conde e par de França. Enquanto com o marido Claudine/Tullia desempenha um papel dominador, tanto no mau como no bom sentido (invectivando-o e fazendo exigências descabidas, por um lado, e estimulando-o a melhorar de vida, por outro), com o amante, o "boêmio" nada romântico que trata a mulher como um objeto, mostra uma submissão que chega às raias da subserviência.
A novela apresenta sob uma outra luz a boa sociedade provinciana de Sancerre onde Dinah brilha com toda força, e a sociedade parisiense, da qual Dinah espera um dia fazer parte.